# Otrantói-szoros
Az Otrantói-szoros a Földközi-tengeren az Adriát köti össze déli irányban a Jón-tengerrel. A legszűkebb pontján, nagyjából az olaszországi Otranto és az albániai Vlora között a tengerszoros szélessége kb. 71 km.

## Történelem
Már az ókorban stratégiai jelentősége volt. Eleinte a görögök fontos vízi kereskedelmi útvonala volt a hellén földek és a Földközi-tenger nyugati medencéjének gyarmatvárosai között, amelyet az illírek fokozódó kalóztevékenysége tett egyre veszélyesebbé. Az i. e. 2. századtól mind keleti, mind nyugati oldalán római légiók állomásoztak és őrjáratoztak.
Századokkal később, a Velencei Köztársaság is roppant fontosnak tartotta a vízi út ellenőrzését, ezért őrpontokat állított Valona, Butrinto, de még Korfu szigetére is. 1480-ban az oszmán törökök Albániából indulva átkeltek a szoroson, terjeszteni az iszlám hitet az akkori Itáliában is.
Mindkét világháborúban jelentős szerepet játszott, de kiemelkedően az első világháborúban lett a neve ismert, tekintve, hogy több csatát is vívtak a tengeri zár áttörése érdekében egymással a központi és antanthatalmak. A Monarchia, valamint a Német Birodalom hadiflottája is igyekezett többször is áttörni a szorost lezáró védőrendszert. Ezek a tengeri csaták voltak a Földközi-tenger térségében, úgymint a Monarchia életében a legnagyobb és leghevesebb ütközetek az első világháborúban, amik otrantói csaták névvel kerültek be a köztudatba. A Császári és Királyi Haditengerészet haditengerészet négyszer próbálkozott itt támadással, amelyből az elsőt csekély veszteséggel elvesztette, a másodikban lényegében patthelyzet született, míg a harmadik támadás az egész k. u. k.-haditengerészet legfényesebb győzelmévé vált. Az utolsó, negyedik támadást immáron Horthy Miklós parancsnoksága alatt tervezték, de az akció kudarcba fulladt és elveszett a legnagyobb és legmodernebb csatahajó, az SMS Szent István.

## Napjainkban
Az 1990-es évektől kezdve már teljesen más dolgok miatt került ismét előtérbe, az illegális bevándorlás az Európai Unióba nagyon felerősödött, és számos menekült ezt az utat választotta. Az átkelés azonban nem veszélytelen az erős áramlások miatt. Jó időben motorcsónakkal 2 óra alatt megtehető az út.

## Fordítás
- Ez a szócikk részben vagy egészben a Straße von Otranto című német Wikipédia-szócikk ezen változatának fordításán alapul.  Az eredeti cikk szerkesztőit annak laptörténete sorolja fel. Ez a jelzés csupán a megfogalmazás eredetét és a szerzői jogokat jelzi, nem szolgál a cikkben szereplő információk forrásmegjelöléseként.